# Ludwig Wilding
Ludwig Wilding (* 19. Mai 1927 in Grünstadt; † 4. Januar 2010 in Buchholz in der Nordheide) war ein deutscher Maler und Objektkünstler. Seine Werke werden den Stilrichtungen kinetische Kunst und Op-Art zugeordnet.

## Leben und Werk

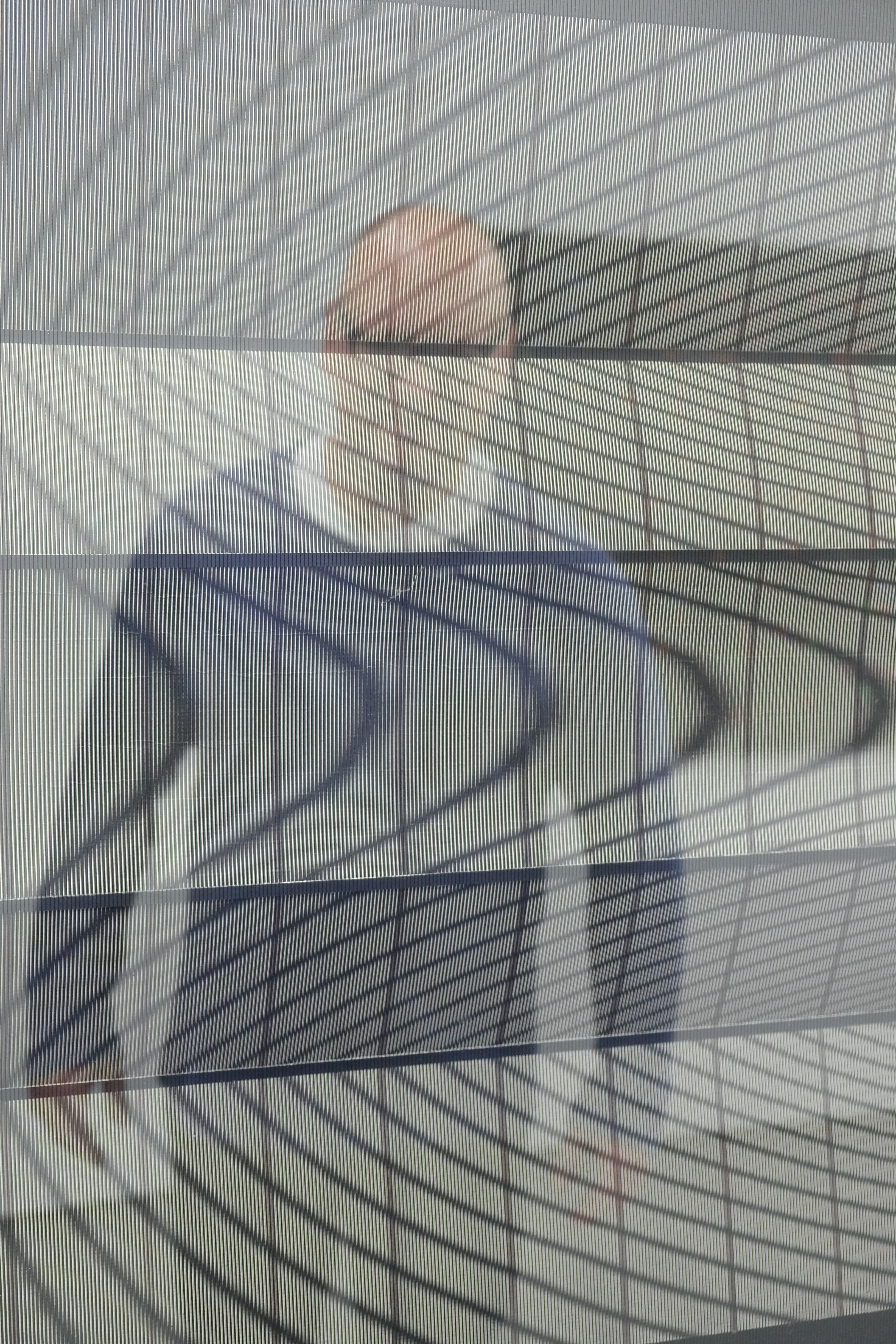
Werk von Ludwig Wilding mit spiegelndem Betrachter

Wilding studierte in Mainz und Stuttgart Kunstgeschichte und Philosophie und arbeitete danach als Designer in der Textilindustrie. In den 1960er Jahren war er Mitglied der Kunstbewegung Neue Tendenzen. Zwischen 1964 und 1990 nahm Ludwig Wilding als ordentliches Mitglied des Deutschen Künstlerbundes an insgesamt sechzehn DKB-Jahresausstellungen teil. Von 1969 bis 1992 war Wilding als Professor an der Hochschule für bildende Künste in Hamburg tätig. 2007 gründeten Ludwig und Ingeborg Wilding zusammen mit der Stadt Ingolstadt die Stiftung für Konkrete Kunst und Design.
Ludwig Wildings Ausgangspunkt war die Linie. Durch Überlagerungen von zweidimensionalen Linienstrukturen (dem Moiré-Effekt) lotete der Künstler Irritationen der visuellen Wahrnehmung aus und erzeugte Scheinbewegungen, Virtualität, Stereoskopien, paradoxe Körper und Anamorphosen. Mit seinen Werken konstruierte Wilding Situationen, die über eine gewohnte Kunsterfahrung hinausgehen und dem Betrachter die Möglichkeit geben, ein persönliches Erleben bewusst zu erfahren. Daher treibt Wildings Kunst die Auflösung von Rollenunterschieden zwischen Künstler und Betrachter zugunsten einer aktivierenden Partizipation des Zuschauers voran. Darüber hinaus kommen seine Bilder ohne Vorkenntnisse über kulturelle Codes aus und stellen die sinnliche Erfahrungsebene in den Vordergrund. Kunst wird zur „Kunst für alle“, wie es die Künstlergruppen Groupe de Recherche d’Art Visuel (GRAV) und die lose Vereinigung Nouvelles Tendances in den 1960er Jahren formulierten. Zeitgleich begann Wilding sich mit dem Moiré auseinanderzusetzen und fühlte sich zudem mit den Forderungen der betrachterabhängigen Bewegungen verbunden. Dabei bestand Wildings Ziel in einer Veränderung und Aktivierung von Wahrnehmung, die durch Alltags- und Arbeitsprozesse konditioniert und geformt ist. Gerade der Moiré-Effekt soll den Betrachter nicht nur irritieren, sondern auf die Konstruktivität der Wahrnehmung und des Sehens aufmerksam machen. Die visuelle Täuschung führt idealerweise zum Prozess des reflektierenden Denkens.

## Ausstellungen (Auswahl)
- 1953: Junge deutsche Maler, Museum Leverkusen
- 1954: Kunstkabinett, Duisburg
- 1960: Duisburger Bücherstube[3]
- 1961: Zimmergalerie Franck, Frankfurt am Main
- 1963: Nove Tendencije 2, Musej suvremene umjetnosti, Zagreb
- 1964: Nouvelle Tendance, Museé des Arts décoratifs, Paris
- 1965: Galerie Denise René, Paris; The Responsive Eye, Museum of Modern Art, New York
- 1971: Kunstmuseum Düsseldorf
- 1973: Kölnischer Kunstverein
- 1974: Museum für Kunst und Gewerbe Hamburg
- 1975: Leopold-Hoesch-Museum, Düren
- 1976: Städtische Kunsthalle Düsseldorf; Galleria Sincron, Brescia
- 1977: Kongress Wahrnehmungspsychologie, Marburg
- 1978: Galerie Klihm, München; Studio A, Otterndorf
- 1979: Galerie Schoeller, Düsseldorf
- 1980: Galerie Christel, Stockholm
- 1981: Galerie Wilbrand, Köln; Gilman Galleries, Chicago
- 1982: Isetan-Museum, Tokio; Museum Quadrat, Bottrop; Galerie Schoeller, Düsseldorf
- 1983: Arte programmata e cinetica, Palazzo Reale, Mailand
- 1986: Max-Planck-Institut, Bad Nauheim
- 1987: Pfalzgalerie Kaiserslautern; Mathematik in der Kunst der letzten dreißig Jahre, Wilhelm-Hack-Museum, Ludwigshafen; Galerie Meißner, Hamburg
- 1988: Ulmer Museum, Ulm; Galerie Herrmanns, München
- 1990: Overbeck-Gesellschaft, Lübeck; Galerie Jenoptik, Jena
- 1993: Art Studio 1, Deinste
- 1994: Galerie Schickler, Nürnberg
- 1997: Landesmuseum Mainz; Galerie Alf-Krister Job, Mainz
- 1999: Galerie am Platz, Eglisaus; Galerie Schoeller, Düsseldorf
- 2000: Galerie St.Johann, Saarbrücken; Galerie Zulauf, Freinsheim
- 2001: Art Studio 1, Deinste
- 2002: Museum der Stadt Grünstadt; Galerie am Lindenplatz, Vaduz; Galerie Hoffmann, Freidberg
- 2003 Altes Rathaus, Göttingen; Galerie für Konkrete Kunst, Berlin
- 2004: Arte Struktura, Mailand; Galerie Wosimsky, Giessen; Eyes, Lies and Illusions, Hayward-Gallery, London (Slg. Nekes)
- 2005: L'Œil Moteur, Musée d'art moderne et contemporain, Straßburg; Galerie Winkelmann, Düsseldorf; Ein Jahr 40 Positionen 31 Räume, Museum Modern Art, Hünfeld; Galerie für Konkrete Kunst, Potsdam; Internationales Kongresszentrum Vienna, Wien
- 2006: Art Studio 1, Deinste; Galerie Wack, Kaiserslautern; The Intelligible Non-Violent Art, Galerie Atlas Sztuki, Lodz; Die Neuen Tendenzen, Museum für Konkrete Kunst Ingolstadt; Eyes, Lies and Illusions, cmi, Melbourne (Slg. Nekes)
- 2007 Columbus Museum of Art, Ohio; Op Art, Schirn Kunsthalle Frankfurt am Main, Museum für Konkrete Kunst Ingolstadt; Ludwig Wilding: Visuelle Phänomene, Museum für Konkrete Kunst Ingolstadt
- 2008: Galerie La Ligne, Zürich
- 2015: Galerie La Ligne, Zürich Opposition
- 2017: Licht & Bewegung, Kunsthalle Messmer, Riegel am Kaiserstuhl[4][5] (mit u. a. Carlos Cruz-Diez, Kammerer-Luka, Hans Kotter, Siegfried Kreitner, Regine Schumann, Victor Vasarely)
- 2018: Ludwig Wilding: 10 Jahre Stiftung für Konkrete Kunst und Design, Museum für Konkrete Kunst Ingolstadt
- 2024: Ludwig Wilding u. Christian Herdeg - «Alles was Sie sehen ist Täuschung», Galerie am Lindenplatz, Vaduz[6]